# Пальма-Кампанія
Пальма-Кампанія (італ. Palma Campania) — муніципалітет в Італії, у регіоні Кампанія, метрополійне місто Неаполь.
Пальма-Кампанія розташована на відстані близько 210 км на південний схід від Рима, 26 км на схід від Неаполя.
Населення — 15 680 осіб (2014).
Щорічний фестиваль відбувається 3 лютого. Покровитель — святий Власій.

## Демографія
Населення за роками:

Станом на 1 січня 2023 року в муніципалітеті офіційно проживали 2824 іноземці з 35 країн, серед них 147 громадян країн Євросоюзу та 245 громадян України.

## Сусідні муніципалітети
- Карбонара-ді-Нола
- Домічелла
- Лауро
- Лівері
- Нола
- Поджомарино
- Сан-Дженнаро-Везув'яно
- Оттав'яно
- Сан-Джузеппе-Везув'яно
- Сарно
- Стріано